# Польское паразитологическое общество
Польское паразитологическое общество (пол. Polskie Towarzystwo Parazytologiczne) — польское научное общество, основанное в 1948 году.
Согласно Уставу, целью Общества является развитие различных областей паразитологии, популяризация проблемы паразитологии в обществе, сотрудничество с государственными и общественными институтами в области борьбы с паразитами человека и животных.
Основными направлениями деятельности Общества являются: организация научных совещаний, конференций информационного, отчетного и проблемного характера; проведение мероприятий по популяризации паразитологии как науки через публичные лекции, курсы, выставки, презентации; объявление научных конкурсов и вручение призов; содержание специализированных музеев и библиотек; сотрудничество с органами государственного управления, общественными организациями, польскими и зарубежными научными учреждениями для выполнения целей, указанных в Уставе Общества.
В состав Общества входят 11 территориальных филиалов и три научные секции: общей, медицинской и ветеринарной паразитологии.
Общество публикует ежеквартальный научный журнал Annals of Parasitology.
В 1974 году Обществом была утверждена научная премия имени профессора Витольда Стефаньского. Премия присуждается за опубликованные выдающиеся работы (или серии работ) в области общей, ветеринарной или медицинской паразитологии.
Общество активно сотрудничает с международными научными организациями, является членом Всемирной федерации паразитологов (англ. World Federation of Parasitologists) и Европейской федерации паразитологов (англ. World Federation of Parasitologists).
В список почётных членов Польского паразитологического общества внесены выдающиеся российские учёные: Константин Скрябин, Евгений Павловский, Константин Рыжиков.
Председателем Общества является доктор наук, доцент Института генетики и микробиологии Вроцлавского университета Joanna Hildebrand.
Актуальная информация о деятельности Общества публикуется на сайте www.ptparasit.org.pl.